# حسن سقا
حسن سقا (بالتركية: Hasan Saka)‏ Hasan Saka (1885 طرابزون - 29 يوليو 1960 إسطنبول)، وهو سياسي ووزير تركي كان ينتمي إلى حزب الشعب الجمهوري. شغل سقا منصب رئيس وزراء تركيا مابين 10 سبتمبر 1947 إلى 16 يناير 1949 كما شغل عدة مناصب وزراية في عدة حكومات حيث شغل منصب وزير المالية ما بين 3 مارس 1925 إلى 13 يوليو 1926 ومنصب وزير الخارجية ما بين 13 سبتمبر 1944 إلى 10 سبتمبر 1947، وأثناء توليه منصب رئاسة الوزراء شغل حسن سقا منصب وزير الدفاع بالنيابة ما بين 5 يونيو 1948 إلى 10 يونيو من نفس السنة.

## روابط خارجية
- حسن سقا على موقع مونزينجر (الألمانية)